# 古納縣
古納縣是印度的一個縣，位於該國中部，由中央邦負責管轄，面積6,485平方公里，識字率為65.1%，人口在2001至2011年期間增長26.91%，2011年人口1,240,938，人口密度每平方公里191人。

## 外部連結
- Guna District website
- （页面存档备份，存于） List of places in Guna

24°38′24″N 77°19′12″E / 24.64000°N 77.32000°E